# Соль (монета)
Соль (фр. sol) — французька середньовічна монета. Назва походить від назви грошово-рахункової одиниці солід = 1/20 фунта (лівр) = 12 денаріїв (деньє).

## Історія
Вперше випущена як реальна монета в 1266 — це був французький гро турнуа (фр. gros tournois), що наслідував італійський «гроссо». Монету карбували з високопробного срібла вагою 4,22 г.
Пізніше французький гро отримав власну історію, а соль залишався грошово-розрахунковою одиницею. Перша монета під назвою соль (паризький соль; фр. sol parisis) була випущена лише у другій половині XVI століття, за Карла IX (1561-75) — вона важила 1,63 г і була прирівняна до 15 деньє. Карбували також монету подвійний соль.

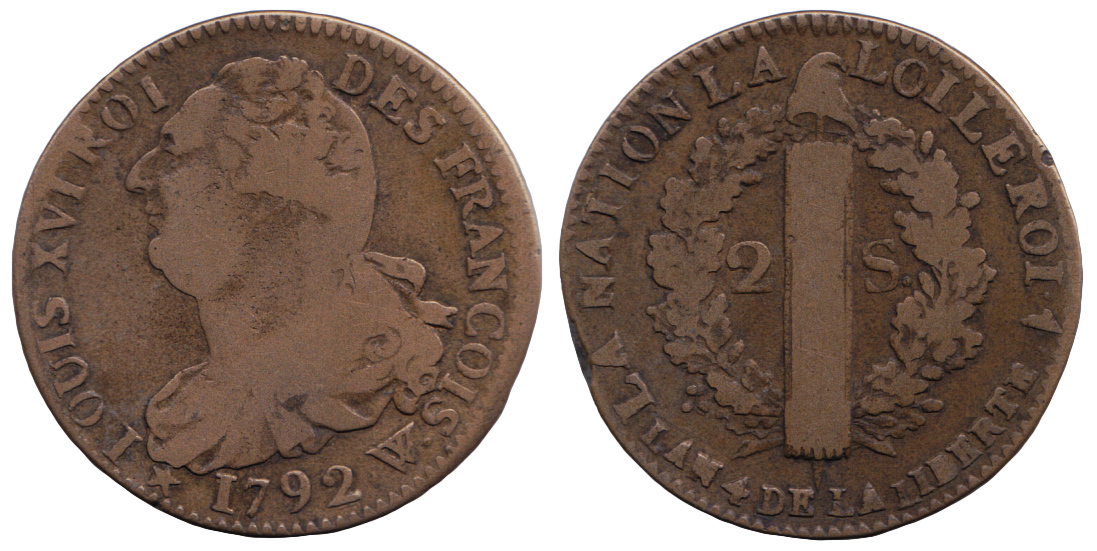
2 солей (су) 1786 року. Бронза

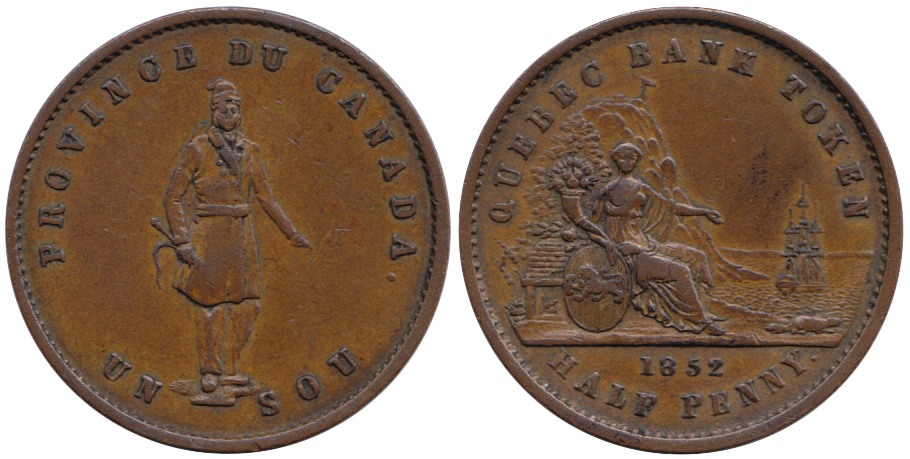
Токен провінції Канади, 1852. На аверсі номінал "UN SOU", на реверсі "HALF PENNY". Мідь

В цей же час випускалася монета номіналом 12 деньє (тобто розрахунковий Турський соль; sol tournois) — вона називалася «Дузен»(від фр. douze — дванадцять).
Пізніше вага та проба срібла в солі поступово знижувалися. За Генріха III (1574-89) соль стали карбувати з білона (срібла 319-ї проби). Монета соль важила 2,35 г, подвійний соль — 4,7 г.
У середині XVII століття у Франції була введена чітка система: основною золотою монетою стала луїдор, срібною — екю .
Соль Турський, як і раніше залишався грошово-розрахунковою одиницею. В кінці XVII — початку XVIII століття випускали срібні монети, кратні солю (2 солей, 4 солей, 5 солей, 10 солей, 15 солей, 30 солей). Їх карбувли зі срібла вісімсот тридцять третьої проби, як і срібний франк (в цей час всю серію екю карбували зі срібла 917-ї проби). Номінал монет відображались на реверсі (наприклад, XXX sols , ХХ s).
Монету 1 соль, а в XVIII столітті і подвійний соль стали знову випускати з біллона (срібла 208-ї проби). Монета соль важила близько 1,1 г, подвійний соль — близько 2,2 м. У 1719 був випущений перший мідний соль (= 12 деньє) — монета важила близько 12,2 г. Аж до Великої Французької революції, крім соля, випускали також мідні монети пів-соля (= 6 деньє вагою 6,1 г) і Ліард (= 3 деньє).
У XVIII столітті назва «соль» трансформувалася в «су» (sou). Королівська Франція після прийняття Конституції продовжувала карбувати монети, кратні солю, але тепер на них стали позначати номінали в су.

## Грошова одиниця Перу
Під впливом французької монетної системи в Перу в 1863 була випущена срібна монета, яку назвали «золотий соль» (Sol de oro) = перуанському песо. У 1930 соль був прийнятий як основна грошова одиниця Перу: 1 соль = 100 сентаво .